# Razonamiento circular
El razonamiento circular (en griego κύκλωι δείκνυσθαί) es un tipo de argumentación mediante la que se puede comprobar la validez de un silogismo inductivo (un razonamiento por el que se llega a una generalización a partir de casos particulares), pero también es un razonamiento mediante el cual se puede hacer más evidente lo cierto del silogismo demostrativo, en el que premisas y conclusiones son necesariamente verdaderas.
A juicio de Aristóteles, el silogismo dialéctico, por ser de carácter inductivo, tiene una fuerza probatoria escasa y necesita ser demostrado más contundentemente. Por el contrario, el silogismo científico, por ser deductivo, tiene fuerza probatoria suficiente, pero, en ocasiones, es necesario explicitar su verdad para aquellos que carecen de conocimientos científicos. El razonamiento circular es el mecanismo por el cual se pueden hacer estas dos operaciones: demostrar con más contundencia un silogismo, o hacerlo más evidente.
También es llamado por Aristóteles razonamiento recíproco y demostración en círculo. Frecuentemente es confundido con la petición de principio, con la que no tiene nada que ver, por lo que calificar el razonamiento circular de sofisma es un error.

## El razonamiento circular
El razonamiento circular consiste, según las palabras del propio Aristóteles, en:

probar, a través de la conclusión y de tomar una de las proposiciones a la inversa en cuanto a la predicación, la restante proposición que se tomó en el otro razonamiento.

O de una manera más sencilla:

Así pues, la comprobación y el razonamiento de comprobación consisten en probar, a través de uno de los extremos, que el otro se da en el medio.

De aquí se colige que todo razonamiento circular consiste en una serie de dos silogismos que se relacionan de la siguiente forma: una vez establecido el primer silogismo de la serie, se ha de probar una de sus premisas a través de la conclusión del primer silogismo junto a la premisa que no se esté probando, aunque esta última invertida en cuanto a la predicación.
Esta inversión consiste en el intercambio de los términos de la premisa, pero sin alterar su cualidad ni su cantidad. El sujeto de la premisa del primer silogismo pasaría a desempeñar la función de predicado en la premisa invertida en el segundo silogismo y el predicado de la premisa del primer silogismo, la de sujeto en el segundo.
Ejemplo:
- Primer silogismo

Si A se predica de (se dice de) B
y B se predica de C
es necesario que A se predique de C
- Segundo silogismo

Si A se predica de C
y C se predica de B
es necesario que A se predique de B
Observando el segundo silogismo se puede comprobar que la primera premisa es la conclusión del primer silogismo, que la segunda premisa es la inversión en cuanto a la predicación de la premisa menor del primer silogismo, y que la conclusión del segundo silogismo es la premisa del primero que queríamos demostrar.
Nótese que no se han cuantificado las proposiciones como se debería haber hecho para que fuera un verdadero silogismo, porque si las cuantificáramos estaríamos dando lugar a una falacia formal, ya que la inversión realizada en este ejemplo con juicios universales afirmativos no es una inferencia lógica válida. Como bien señala Miguel Candel en la nota 364 de su traducción de los Analíticos Primeros, esta inversión sólo es válida, y por tanto puede ser cuantificada, en los casos en que dos de los tres términos (sujeto, predicado y término medio) sean coextensos, es decir, abarquen el mismo número de individuos.
Ejemplo:
- Primer silogismo

Si "que sabe dibujar" se predica de todo "arquitecto"
y "arquitecto" se predica de todo "el que diseña edificios"
es necesario que "el que sabe dibujar" se predique de todo "el que diseña edificios."
- Segundo silogismo

Si "el que sabe dibujar" se predica de todo "el que diseña edificios"
y "el que diseña edificios" se predica de todo "arquitecto"
es necesario que "el que sabe dibujar" se predique de todo "arquitecto"
En los ejemplos que se han planteado sólo se demuestra que la premisa mayor del primer silogismo puede ser deducida de su conclusión y de su menor invertida, pero también es posible demostrar la menor a través de la conclusión y de su premisa mayor invertida. Evidentemente no todos los modos pueden ser probados por el razonamiento circular, como más abajo se explica.

## Lugar del razonamiento circular en la lógica aristotélica
Son dos las obras del Órganon aristotélico que se dedican a estudiar el silogismo. Los Analíticos Primeros analizan la estructura formal del silogismo, en los Analíticos Segundos Aristóteles estudia el silogismo demostrativo o científico.
En los Analíticos Segundos I, 78a, 22 y ss. Aristóteles distingue dos tipos de silogismos: los que van de lo más general a lo particular o demostrativos, que amplían el conocimiento a través de la causa, y cuyos términos no tienen por qué ser coextensos; y los que van de lo más particular a lo más general o inductivos, donde al menos dos de sus términos han de ser necesariamente coextensos entre sí para que se derive una conclusión. Los del primer grupo parten desde la causa y llevan al hecho o caso particular. Estos ofrecen verdadero conocimiento científico según la epistemología aristotélica:
- Silogismo demostrativo

Si "una larga vida" se predica de "los seres carentes de hiel"
y "carentes de hiel" se predica de "los hombres, los caballos y las mulas"
es necesario que "una larga vida" se predique de "los hombres, caballos y mulas"
Mas el segundo tipo, por partir de lo que es más afín y particular, llevan desde el hecho a la causa, y, aunque no ofrezca  verdadero conocimiento, es más fácil de comprender.
- Silogismo inductivo

Si "una larga vida" se predica de "los hombres, los caballos y las mulas"
y "carentes de hiel" únicamente se predica de "los hombres, los caballos y las mulas"
es necesario que "carentes de hiel" se predique de "los seres dotados de una larga vida"
Para Aristóteles toda demostración es un silogismo, pero no todo silogismo es una demostración.
Mediante el razonamiento circular es posible pasar de un silogismo inductivo a su recíproco demostrativo con el fin de probar que realmente podemos llegar desde lo más general a lo más particular usando la causa como término medio. En el caso de que se pueda probar circularmente un silogismo inductivo, tal inducción quedará probada.
A su vez es posible pasar desde un silogismo demostrativo o científico, siempre y cuando sus términos sean coextensos, a uno inductivo en el que poniendo a lo particular como término medio, se nos manifieste lo general en la conclusión y se nos haga más intuitivo captar el conocimiento de lo general, aunque este silogismo inductivo sea un razonamiento de menor categoría que el de partida.

## Casos límite de la comprobación mediante razonamiento circular
Los ejemplos expuestos hasta ahora responden al modo bArbArA (primera figura), pero el razonamiento circular puede aplicarse a más modos silogíticos. El que sigue es un ejemplo en cEsArE (segunda figura).
- Primer silogismo

Si "que sabe dibujar" no se predica de ningún "chimpancé"
y "que sabe dibujar" se predica de todo "el que tiene madera de arquitecto"
es necesario que "chimpancé" no se predique de ningúno que "tenga madera de arquitecto."
- Segundo silogismo

Si "chimpancé" no se predica de ninguno que "tenga madera de arquitecto"
y "el que tiene madera de arquitecto" se predica de todo "el que sabe dibujar"
es necesario que "que sabe dibujar" no se predique de ningún "chimpancé"
A diferencia de los dos casos antes expuestos en bArbArA, en cEsArE es imposible demostrar cualquiera de las premisas; en este modo sólo es posible demostrar la premisa mayor. La lógica no permite demostrar una proposición universal afirmativa (como la menor en cEsArE) si se parte de un conjunto de premisas en las que, al menos una, sea negativa. Da lo mismo que sea universal negativa, como es el caso, o particular negativa, con que sea negativa ya imposibilita la demostración.
Con el modo dImArIs (cuarta figura) sucede un tanto similar. Es posible demostrar la premisa mayor del primer silogismo:
- Primer silogismo

Si "tonto" se predica de algún "hombre"
y "que hace tonterías" se predica de todo "tonto"
es necesario que "hombre" se predique de alguno "que hace tonterías" (pues no sabemos si el grupo abarca a más individuos).
- Segundo silogismo

Si "hombre" se predica de alguno "que hace tonterías"
y "tonto" se predica de todo "el que hace tonterías"
es necesario que "tonto" se predique de algún "hombre"
Pero es imposible probar la menor ya que basta que con que una de las premisas del segundo silogismo sea particular (en este caso lo son las dos) para que no se pueda probar de ninguna forma una premisa universal, ya sea afirmativa como es el caso, ya sea negativa.
Y como último ejemplo, un silogismo en modo dArAptI (tercera figura):
Si "C" se predica de todo "B"
y "A" se predica de todo "B"
es necesario que "C" se predique de algún "A" (pues no sabemos si el grupo abarca a más individuos pertenecientes a D, por ejemplo)
Este modo nunca será susceptible de ser probado reciprocamente ya que sus dos premisas son universales, mientras que su conclusión es particular. Baste que la premisa que se quiera probar sea universal y la conclusión particular, o que sea afirmativa y la otra negativa para que en ninguno de los dos casos planteados sea posible probarlos ya que peiorem semper sequitur conclusio partem. Y en esta figura obliga a probar siempre las más fuertes, lo cual es imposible con una premisa más débil en juego.